# Meteren Military Cemetery
Le cimetière « Meteren Military Cemetery » est un cimetière de la Première Guerre mondiale situé à Méteren (Nord).

## Victimes
| Pays             | Victimes |
| ---------------- | -------- |
| Royaume-Uni      | 587      |
| Canada           | 7        |
| Australie        | 104      |
| Nouvelle-Zélande | 22       |
| Afrique du Sud   | 31       |
| Inde             | 17       |
| France           | 69       |
| Total            | 837      |

## Coordonnées GPS
50° 44′ 37″ nord, 2° 41′ 20″ est